# برتران وستفال
برتران وستفال فرانسوی: Bertrand Westphal‎ زاده متولد ۱۰ مه سال ۱۹۶۲ در استراسبورگ) یک محقق فرانسوی است. نظریه‌ی اصلی او ژئوکریتیسیسم است که توسط رابرت جی. تالی در جهان انگلیسی‌زبان ترویج شده و گسترش یافته است.

## کار حرفه‌ای
وستفال از سال ۱۹۹۸ استاد ادبیات تطبیقی و نظریه ادبی در دانشگاه لیموژ است و از سال ۲۰۰۰ مدیریت تیم تحقیقاتی (EA 1087) «فضاهای انسانی و تعاملات فرهنگی» را بر عهده دارد.
وی استاد مدعو دانشگاه فناوری تگزاس (۲۰۰۵) و دانشگاه کارولینای شمالی شارلوت (۲۰۱۳–۲۰۱۵) نیز بوده است.
وستفال بنیانگذار نقد جغرافیایی است که روشی برای تحلیل ادبی و یک نظریه ادبی است و شامل مطالعه فضای جغرافیایی می‌شود. وی پس از انتشار نخستین کار جمعی در این مورد به نام روش استفاده از نقد جغرافیایی (La Géocritique. Réel, fiction, espace) در سال ۲۰۰۷ مقاله‌ای به نام نقد جغرافیایی: واقعیت، داستان و فضا نوشت که رابرت تالی در سال ۲۰۱۱ آن را به نام نقد جغرافیایی: فضای واقعی و داستانی (Geocriticism: Real and Fictional Spaces) در آمریکا ترجمه کرد و خود یکی از مروجان اصلی این رویکرد ادبی در آمریکا شد. نقد جغرافیایی یک تئوری به همین نام دارد که در واقع یک روش میان رشته‌ای برای نقد ادبی است و بر بازنمایی فضا و مکان در آثار متمرکز است.
در سال ۲۰۱۱، وستفال مقاله‌ای به نام دنیای قابل قبول، فضا، مکان نقشه (Le Monde plausible. Espace, lieu, carte) منتشر کرد که در آن به مطالعه در زمانی مدل‌های بازنمایی فضایی می‌پردازد. او در این کتاب، فضای باز و بسته رااز هم متمایز کرده و توجه ویژه‌ای به نقشه نشان می‌دهد. در سال ۲۰۱۳، ایمی والز در آمریکا این مقاله را به زبان انگلیسی به نام جهان قابل قبول (The Plausible World) ترجمه نمود. وستفال در مارس ۲۰۱۶ کتابی به نام قفس نصف النهارها، ادبیات و هنر معاصر در برابر جهانی سازی (La Cage des méridiens. La littérature et l’art contemporain face à la globalisation) نوشت که نظر می‌رسد سه‌گانه نقد جغرافیایی را تکمیل می‌کند. این اثر نقش ادبیات و هنر معاصر را در مقیاس جهانی بررسی کرده و به مطالعه منطق فرا فرهنگی و مرکز زدایی می‌پردازد.
وستفال چند کتاب دیگر نیز دارد: رمان و انجیل (Roman et Evangile) (2000) که به معنای روایی کلمه به بررسی تقدم و تأخر بخش‌ها و شخصیت‌های انجیل در رمان معاصر اروپا می‌پردازد. کتاب دیگر او چشم مدیترانه، ادیسه ادبی (L’œil de la Méditerranée. Une odyssée littéraire) (2005) که یک سری مطالعات در زمینه مکان‌های مدیترانه‌ای است و کتاب دیگر وی اوسترو-داستان، جغرافیای امر محرمانه (2010) (Austro-fictions. Une géographie de l’intime) نام دارد که آثار برخی نویسندگان اتریشی معاصر را بررسی می‌کند.

## مقالات مرتبط به فارسی
ژئوکریتیسیسم چیست؟ روایتِ زنانه از جنگ: از خودنگاری به مکان‌نگاری، نوشته‌ی فریده شهریاری و آیدین ترکمه، ناشر: فضا و دیالکتیک. (http://dialecticalspace.com/what-is-geocriticism-1/)

## کتابشناسی
به زبان انگلیسی:
- Geocriticism. Real and Fictional Spaces, New York, Palgrave Macmillan, 2011, translated by Robert T. Tally Jr. , XIII, 192
- The Plausible World. A Geocritical Approach to Space, Place, and Maps, 2013, translated by Amy Wells, XV, 191

به زبان فرانسه:
- La Géocritique mode d’emploi, Limoges, Presses Universitaires de Limoges, 2000, 311 p. شابک 978-2842871406
- Le Rivage des mythes: une géocritique méditerranéenne: le lieu et son mythe, Limoges, Presses Universitaires de Limoges, coll. " Espaces humains» , 2001, 384 p. شابک9782842871994
- Roman & évangile: transposition de l'évangile dans le roman européen, Limoges, Presses Universitaires de Limoges, 2002, 406 p. شابک 9782842872281
- Littérature et espaces, avec Juliette Vion-Dury et Jean-Marie Grassin, Limoges, Presses Universitaires de Limoges, 2003, 668 p. , شابک 978-2842873080
- L’Œil de la Méditerranée: Une odyssée littéraire, La Tour d'Aigues, France, Éditions de l'Aube, coll. " Regards croisés» , 2005, 397 p. شابک 9782752601681
- La Géocritique. Réel, fiction, espace, Paris, Éditions de Minuit, coll. " Paradoxe» , 2007, 304 p. شابک 9782707320049
- Austro-fictions: Une géographie de l'intime, Publications de l'Université de Rouen et du Havre, éditeur, coll. " Austriaca» , 2010, 190 p. شابک 978-2877754927
- Espaces, Tourismes, Esthétiques, avec Lorenzo Flabbi et Col. , Limoges, Presses Universitaires de Limoges, coll. " Espaces humains» , 2010, 272 p. شابک 978-2842875077
- Le Monde plausible. Espace, lieu, carte, Paris, Éditions de Minuit, coll. " Paradoxe» , 2011, 256 p. شابک 9782707321930
- L’Émergence, en réponse aux travaux de Jean-Marie Grassin, avec Jacques Fontanille et Juliette Vion-Dury (éds.), Bern, Berlin, Bruxelles, Peter Lang, 2011, 282p. شابک978-3-0343-0513-6
- La Cage des méridiens. La Littérature et l’Art contemporain face à la globalisation, Éditions de Minuit, 2016, 272p. شابک 978-2-7073-2958-5